# 11 Eskadra Wywiadowcza

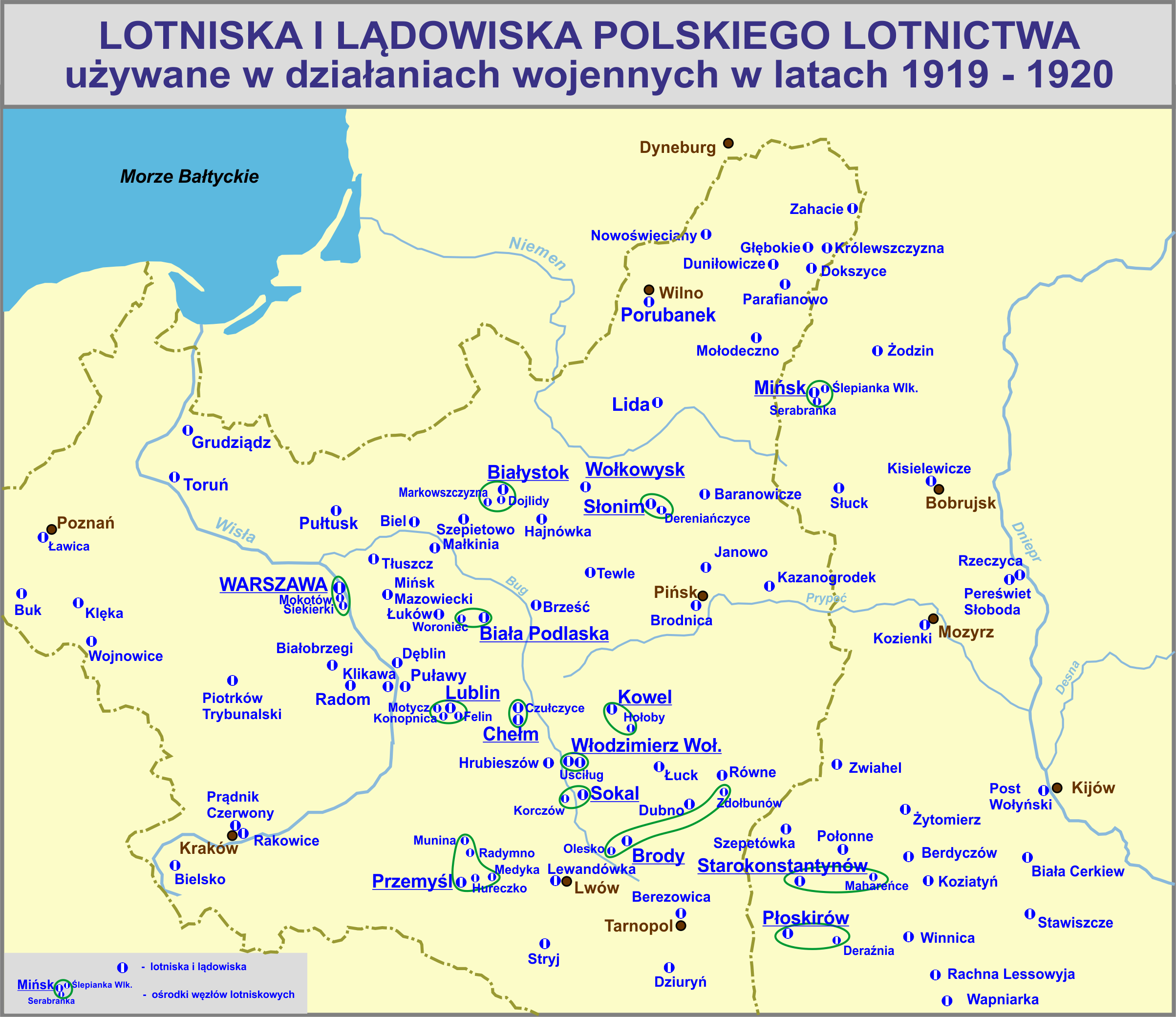

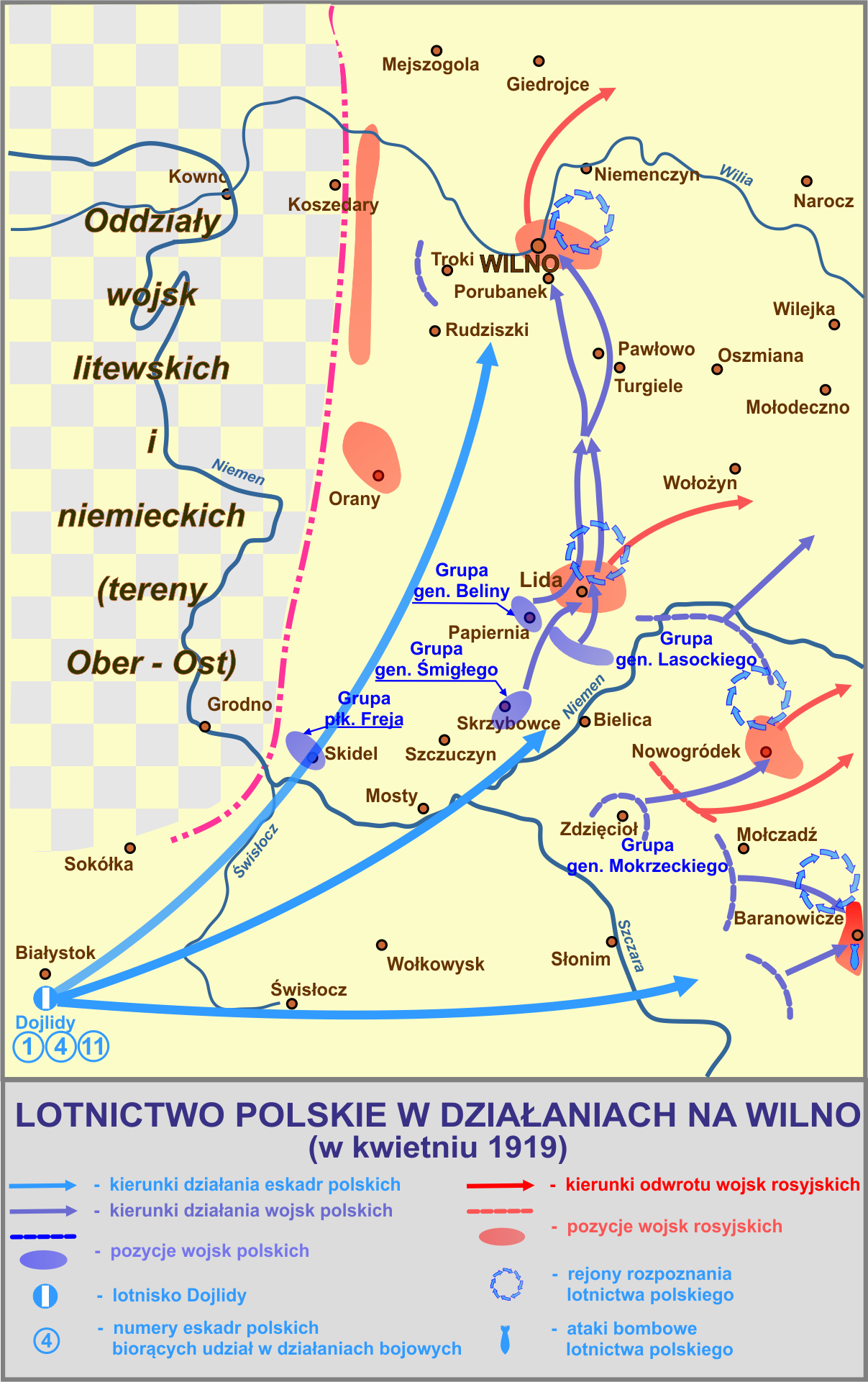

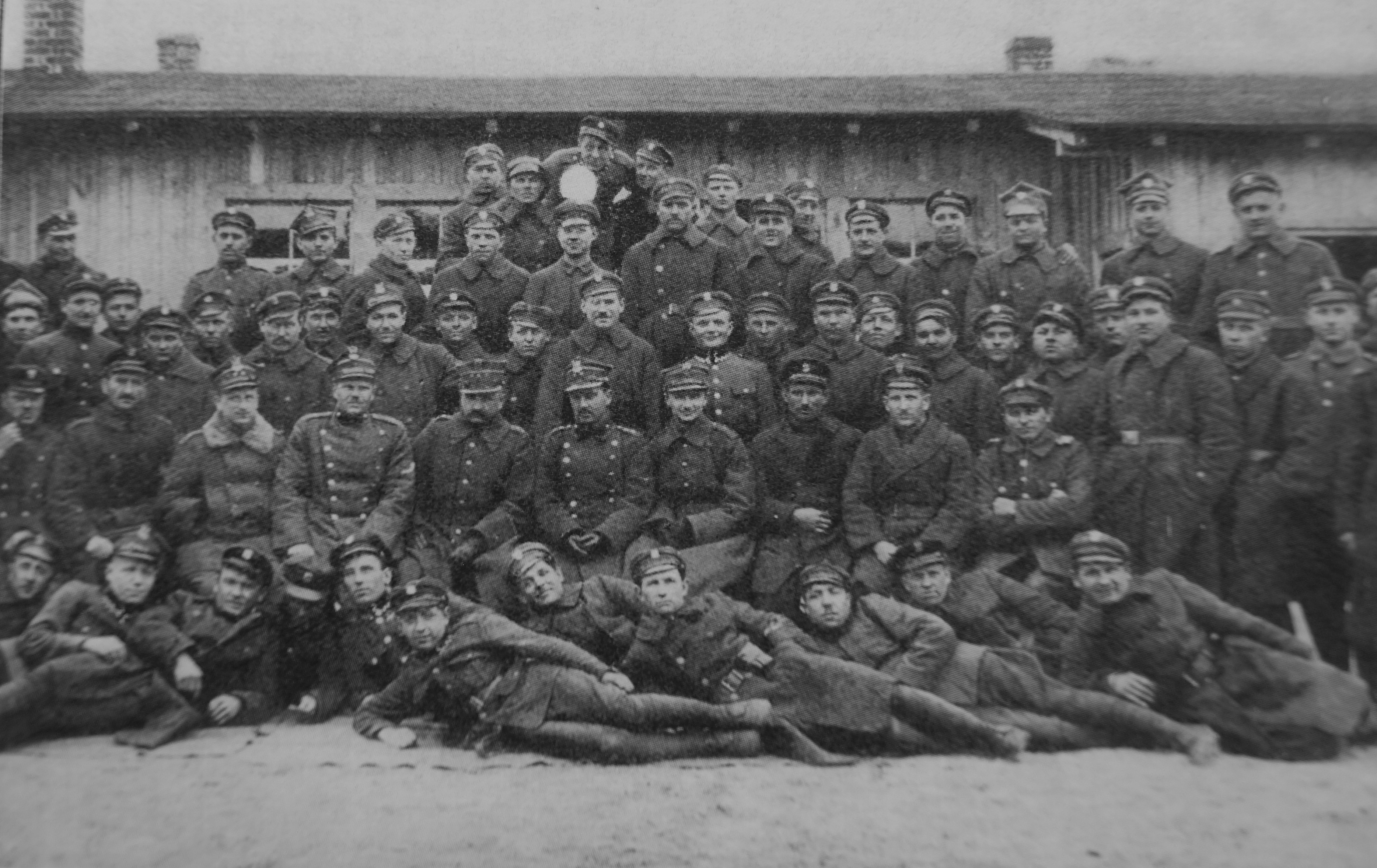
11 eskadra w Toruniu przed wyruszeniem na front; kwiecień 1919

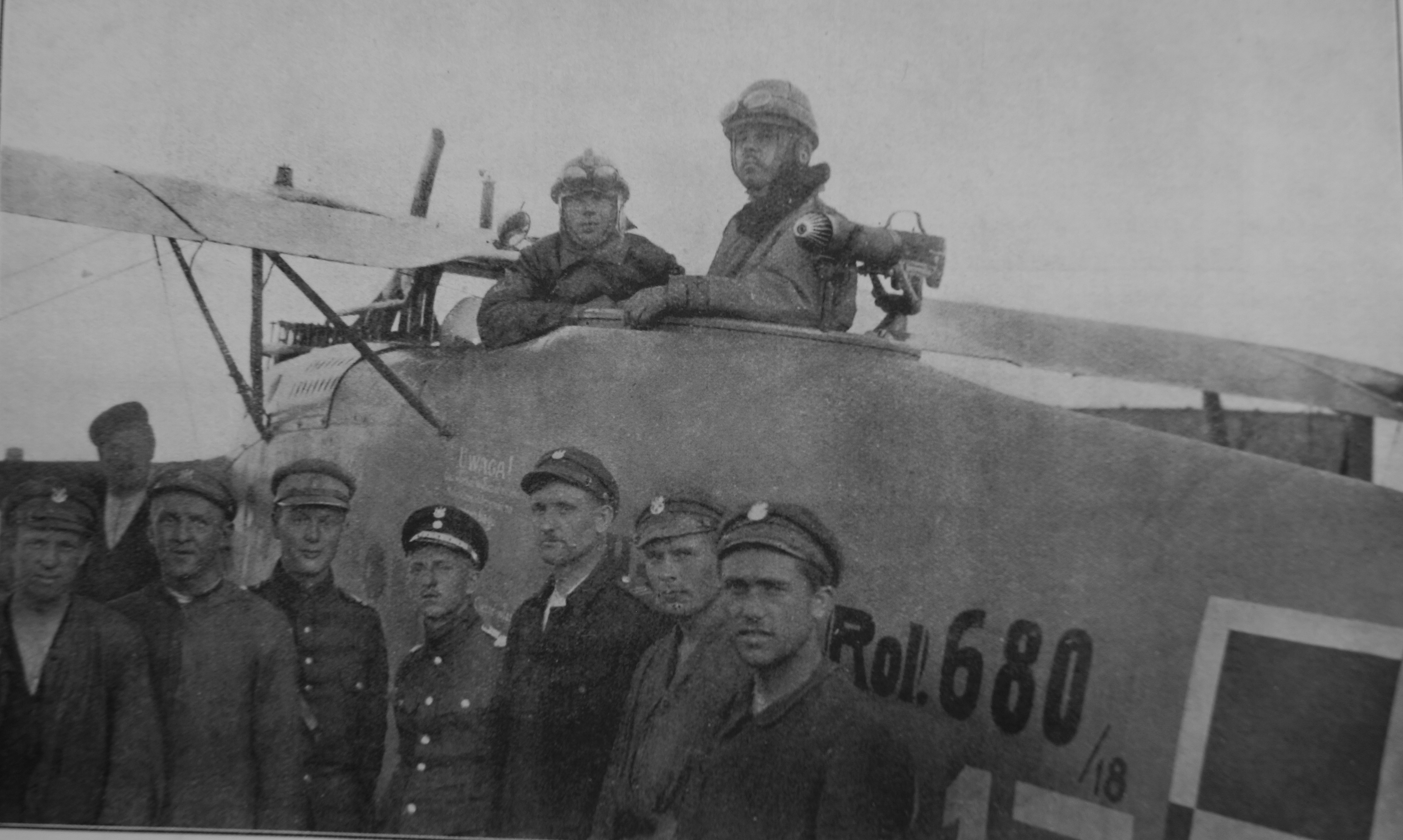
Załoga kpt. pilot Wacław Iwaszkiewicz i por. obs. Tytus Karpiński po locie bojowym

11 eskadra wywiadowcza – pododdział lotnictwa Wojska Polskiego początków II Rzeczypospolitej.
 Eskadra sformowana została w 1919 w Warszawie jako 11 eskadra lotnicza. Wzięła udział w wojnie polsko bolszewickiej i w zajmowaniu Pomorza przez Wojsko Polskie. Rozwiązana na froncie i ponownie reaktywowana w Toruniu. W 1921 weszła w skład nowej 8 eskadry wywiadowczej.

## Formowanie i walki
Eskadra powstała 9 stycznia 1919 w Warszawie. 
W okresie organizacyjnym personel latający stanowili: rtm. Niżewski, a rtm. Buckiewicz,  por. Tytus Karpiński, ppor. Stefan Sznuk i sierżant Karol Biel. 
Rozkazem Sztabu Generalnego nr 487/I z 9 stycznia 1919, eskadra weszła w skład I Grupy Lotniczej dowodzonej przez kpt. pil Romana Florera.
Od początku procesu formowania występowały poważne trudności z naborem personelu latającego oraz ukompletowaniem sprzętu, gdyż sprawne samoloty otrzymywały eskadry wcześniej odchodzące na front.
Na froncie litewsko-białoruskim
7 kwietnia 1919 eskadra odjechała z Warszawy na lotnisko Dojlidy. Posiadała 6 lotników, lecz w tym czasie nie dysponowała żadnym samolotem. Przydzielony w Białymstoku samolot typu DFW C.V był niesprawny i wymagał gruntownego remontu. 
Natychmiast po przybyciu do Dojlid, oficer techniczny eskadry por. obs. Karpiński w fabryce Hasbachów organizuje nieetatowy park remontowy.
Kolejne otrzymane dwa samoloty eskadra musiała przekazać odchodzącym na front 1. i 4 eskadrze.
W lipcu eskadra wyszła ze składu I Grupy Lotniczej i przeniosła się na lotniska Słonim i Baranowicze. Tu działała na korzyść 1 Dywizji Litewsko-Bialoruskiej gen. Stefana Mokrzeckiego. 
Dysponując tylko jednym sprawnym samolotem typu DFW C.V, załogi eskadry wykonywały loty rozpoznawcze, łącznikowe i bombardierskie.
1 sierpnia eskadra wykonała swój pierwszy lot bojowy startując z lotniska Baranowicze. Przeprowadziła go załoga kpt. Iwaszkiewicz i por. Karpiński rozpoznając na kierunkach: Baranowicze – Stołpce i Baranowicze – Łuniniec. 
2 sierpnia w rejon Stołpiec poleciała załoga sierż. Karol Biel i ppor. Stefan Sznuk. Nad Mirem zostali ostrzelani przez bolszewików, za co Polacy zrewanżowali się bombardowaniem  3-kilogramowymi pociskami do miotaczy min. W drodze powrotnej wykryli sowiecką baterię artylerii. 
W tym czasie eskadra otrzymała do swojej dyspozycji drugi samolot.
5 sierpnia miała miejsce nieudana próba współpracy z własną kawalerią. Oczekujący na ułanów w rejonie spotkania samolot został ostrzelany przez nieprzyjaciela i z uszkodzonym silnikiem zmuszony był do awaryjnego lądowania. 
Samolot został rozbity, a obaj lotnicy ranni. 
8 sierpnia załoga rtm. Antoni Buckiewicz i ppor. Stefan Sznuk wykonała lot zwiadowczy w kierunku na Kojdanów. 
Zaatakowano i rozproszono grupę saperów sowieckich przygotowujących się do wysadzenia mostu na Niemnie w Stołpcach. Po zajęciu Mińska 11 eskadra urządziła wysunięte lotnisko w Słucku. 
W tym okresie eskadra dysponowała 3 samolotami: 2 DFW C.V i AEG C.IV.
Na Pomorzu
W związku z zagrożeniem od strony Niemiec, jesienią eskadra została ściągnięta do Białegostoku.
W zimie 1919/1920 eskadra operowała na korzyść dowództwa Frontu Mazowieckiego wykonując loty rozpoznawcze w rejon granicy z Prusami Wschodnimi. Wchodziła wtedy w skład IV Grupy Lotniczej por. Borejszy.
Z początkiem 1920 eskadra została przesunięta do Torunia.  W Toruniu  instaluje się na dawnym niemieckim lotnisku i stamtąd wykonuje loty grupowe w kierunku granicy z Prusami.
Miało to związek z zajmowaniem Pomorza przez oddziały Wojska Polskiego. 
Na dzień 1 lutego 1920 eskadra posiadała 3 pilotów, 3 obserwatorów i 3 samoloty.
Powtórnie na froncie północnym
Z końcem marca, na Froncie Litewsko-Białoruskim stacjonował 1 dywizjon lotniczy w składzie 1., 4. i 8 eskadra wywiadowcza oraz wielkopolski dywizjon składający się z 12. i 14 eskadry wywiadowczej oraz 13 eskadry myśliwskiej. Jeszcze w kwietniu lotnictwo Frontu zostało wzmocnione przez 4 dywizjon lotniczy w składzie 11. i 18 eskadry wywiadowczej. W maju w rejon frontu przybyły 10 eskadra wywiadowcza i 19 eskadra myśliwska. Naczelne dowództwo przydzieliło 4 Armii pięć eskadr, 1 Armii – trzy eskadry, a do 7 Armii włączono tylko jedną eskadrę.
11 eskadra wywiadowcza stacjonowała na lotnisku Zahaccie. 
Po 2 miesiącach przeniesiono ją na lotnisko Zahacie. Tam operowała w składzie Frontu Północnego gen. Stanisława Szeptyckiego.
W maju, dysponując tylko 2 załogami i szczupłym sprzętem, eskadra została rozdzielona między inne eskadry IV dywizjonu lotniczego i przestała istnieć jako samodzielna jednostka. Większość personelu weszła w skład 1 eskadry, a reszta uzupełniła 4 i 18 eskadrę wywiadowczą.
Odtworzona eskadra
11 eskadrę odtworzono ponownie we wrześniu 1920 w Toruniu, wyodrębniając ją z 4 eskadry wywiadowczej. Po otrzymaniu samolotów, pododdział odjechał do Lidy. Tam wszedł w skład IV dywizjonu lotniczego. Eskadra nie wzięła już udziału w walkach. Wcześniej podpisano rozejm.
W okresie działań wojennych załogi 11 eskadry wywiadowczej wykonały 16 lotów bojowych w czasie 41 godzin.

## Eskadra w okresie pokoju
Na mocy rozkazu z 18 stycznia 1921 eskadry 8. i 11. połączono tworząc nową 8 eskadrę wywiadowczą.

## Żołnierze eskadry
| Dowódcy eskadry                                       |                               |                                     |
| Stopień                                               | Imię i nazwisko               | Okres pełnienia służby              |
| rtm. pil.                                             | Piotr Niżewski                | 11 I 1919 –                         |
| rtm. pil.                                             | Antoni Buckiewicz             | wiosna 1919 –                       |
| por. obs.                                             | Tytus Karpiński               | 1919 – IV 1920                      |
| ppor. pil.                                            | Wacław Makowski               | IV 1920 – V 1920                    |
| por. pil.                                             | Antoni Sielicki               | VIII 1920 – 18 I 1921               |
| Personel latający okresu wojny polsko – bolszewickiej |                               |                                     |
| Obserwatorzy                                          | Obserwatorzy                  | Piloci                              |
| por. obs. Tytus Karpiński                             | por. obs. Tytus Karpiński     | rmt. pil. Antoni Buckiewicz         |
| por. obs. Antoni Święcicki                            | por. obs. Antoni Święcicki    | rmt. pil. Piotr Niżewski            |
| ppor. obs. Tadeusz Sztybel                            | ppor. obs. Tadeusz Sztybel    | kpt. pil. Wacław Iwaszkiewicz       |
| ppor. obs. Stefan Sznuk                               | ppor. obs. Stefan Sznuk       | ppor. pil. Wacław Makowski          |
| ppor. obs. Witold Jussewicz                           | ppor. obs. Witold Jussewicz   | por. pil. Antoni Sielicki           |
| pchor. obs. Bohdan Budkiewicz                         | pchor. obs. Bohdan Budkiewicz | sierż. pil. Stanisław Śledziejowski |
|                                                       |                               | sierż. pil. Karol Stencel           |
|                                                       |                               | sierż. pil. Jan Śliwa               |
|                                                       |                               | sierż. pil. Karol Biel              |

## Samoloty eskadry

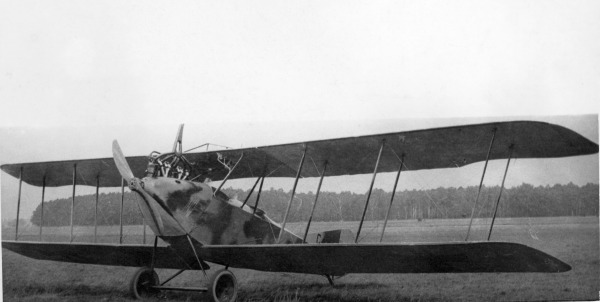
AEG C.IV
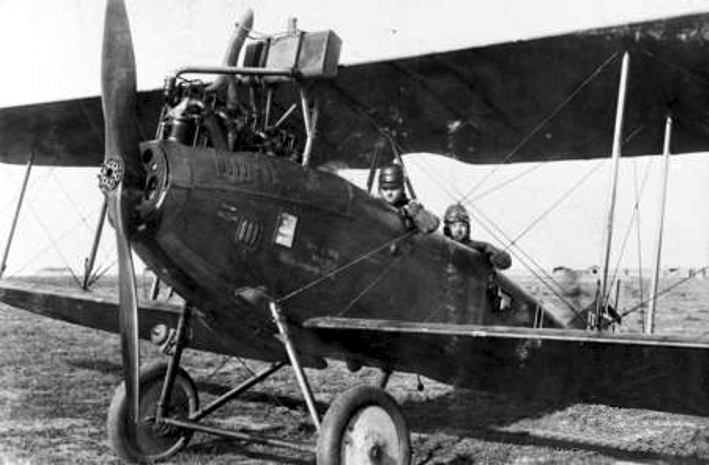
DFW C.V
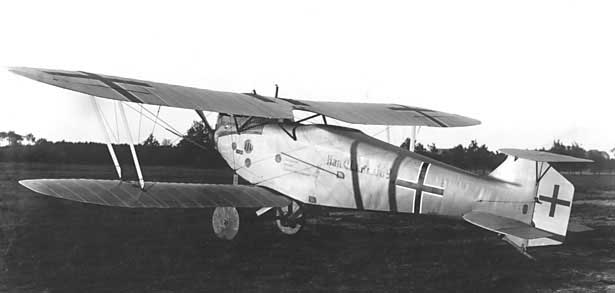
Hannover CL.II